# Anhalt-Dessau
L'Anhalt-Dessau fou un antic estat del Sacre Imperi Romanogermànic i des de 1807 un ducat d'Alemanya.
Va sorgir el 1396 per la partició del comtat (principat) d'Anhalt-Zerbst en Anhalt-Dessau i Anhalt-Köthen. El 1471, després que Anhalt-Khöten va d'aquirir els territoris d'Anhalt-Bernburg (1468), es va procedir a un nou repartiment entre Köthen i Dessau. El 1544 Anhalt-Dessau en va dividir en tres línies: Dessau, Zerbst i Plötzkau. La darrera es va extingir el 1553 i va passar a Zerbst i Anhalt-Dessau es va extingir el 1561 i va passar també a Zerbst que va reunir altre cop tots els territoris anteriors a la partició de 1544. El 1562 Anhalt-Zerbst va agafar el nom d'Anhlat-Dessau. El 1603 es va dividir en cinc branques, una de les quals fou la d'Anhalt-Dessau que va subsistir fins al 1918. El 1807 fou elevada per l'emperador al rang de ducat. El 1863 el duc Leopold V va reunir els territoris de totes les línies d'Anhalt i va adoptar el títol de duc d'Anhalt abandonat l'agefit "Dessau".

## Comtat (principat) d'Anhalt-Dessau (des de 1807 ducat)
- Segimon I 1396-1405
- Valdemar V 1405- abans de 1424
- Segimon II 1405-1448
- Albert VI 1405-1448
- Jordi I 1405-1471 (+1474)
- Ernest I 1471-1516
- Jordi II el Fort 1471-1509 (co-príncep)
- Segimon III 1471-1487 (co-príncep)
- Rodolf IV 1471-1510 (co-príncep fins a 1487)
- Joan V 1516-1544 (+1551) a Zerbst des de 1544
- Jordi II 1516-1544 (co-príncep) (+1553)
- Joaquim I 1516-1561 (co-príncep fins a 1544)
- Branca de Zerbst emprant el nom d'Anhalt-Dessau
- Joaquim II Ernest (resident a Koslau) 1551-1586
- Bernat VII (resident a Dessau) 1551-1570
- Joan Jordi I 1586-1603 (+1618)
- Cristià I 1586-1603 (+ 1630)..
- August 1586-1603 (+1653)
- Rodolf 1586-1621
- Lluís 1586-1603 (+ 1649)
- Partició de 1603 creant un nou Anhalt-Dessau
- Joan Jordi I 1603-1618
- Joan Casimir 1618-1660
- Joan Jordi II 1660-1693
- Leopold el Vell 1693-1747
- Leopold Maximilià 1747-1751
- Leopold Frederic Francesc (duc 1807) 1751-1817
  - Dieteric, regent 1751-1758
- Leopold Frederic 1817-1871 (Leopold IV)
- Frederic I 1871-1904
- Frederic II 1904-1918
- Eduard, abril a setembre de 1918
- Joaquim Ernest, setembre a novembre de 1918 (+1947)